# 旌阳镇
旌阳镇，是中华人民共和国安徽省宣城市旌德县下辖的一个乡镇级行政单位。

## 行政区划
旌阳镇下辖以下地区：
南门社区、北门社区、河东社区、瑞市社区、新桥社区、新庄村、柳溪村、华丰村、凫山村、凫秀村、篁嘉村、板桥村、霞溪村和浩庄村。